# Base navale de Waterhen
Pour les articles homonymes, voir HMAS Waterhen.
La Base navale de Waterhen (en anglais : HMAS Waterhen) de la marine royale australienne (RAN) est située à Waverton, dans la banlieue de Sydney. Construite sur le site d'une carrière utilisée pour étendre Garden Island dans les années 1930, l'emplacement a été utilisé durant la Seconde Guerre mondiale comme zone d'entretien et de stockage. En 1962, la zone a été considérée comme base de la RAN, et est devenue la caserne pour les équipages des dragueurs de mines. Elle a été la première base à recevoir les petits navires de la RAN et, entre 1969 à 1979, elle a aussi reçu les navires de patrouille.

## Histoire
Avant les années 1930, cette zone était une grande colline surplombant Balls Head Bay. Dans les années 1930, la décision fut prise de construire un bassin de radoub et des docks reliant la base navale de Garden Island au continent à Potts Point. La colline devint une carrière d'extraction de grès, modifiant la géographie du lieu en une falaise à pic à proximité de l'eau. Durant la Seconde Guerre mondiale cette zone fut utilisée pour stocker des filets anti-sous-marins de rechange du port de Sydney. La zone fut sous contrôle militaire du 15 mars 1943 jusqu'à la fin de la guerre, les trois premiers mois par la Royal Australian Navy, puis par l'United States Navy.
À la fin de la Seconde Guerre mondiale, la zone redevint une zone de stockage. Au début des années 1960 elle a été affectée comme future base pour les dragueurs de mines : six Ton-class minesweeper (en) de l'ex-Royal Navy et une équipe de plongeurs sous-marins s'y installent. Le 5 décembre 1962, HMAS Waterhen devient la première base navale pour des petits navires. Lors sa mise en service, il n'y avait qu'un minimum d'installations disponibles. La frégate de classe River HMAS Culgoa (K408) (en) a été transférée au quai nord en décembre 1952 pour être utilisée comme navire caserne jusqu'en Juin 1971.
En mars 1969, à la suite de l'introduction de la classe Attack de patrouilleurs, le rôle de la base a été élargi pour y inclure aussi le commandement des forces de patrouilleurs de la RAN. En 1979, le commandement des forces des patrouilleurs déménage à la Base navale de Cairns dans le Queensland. En 1980, la remise à niveau de la flotte des démineurs avec le développement des chasseurs de mines de Bay class minehunter (en) voit arriver les deux premiers navires de cette classe, les HMAS Rushcutter (M 80) et HMAS Shoalwater (M 81). Des problèmes avec leur sonar et leur tenue à la mer a conduit la RAN à annuler les quatre autres navires de la classe et à utiliser des navires auxiliaires reconvertis en démineurs, jusqu'au développement des chasseurs de mines de classe Huon à la fin des années 1990.
En 1994, avec le projet de classe Huon, il a été reconnu que les installations de la base devaient être mises à jour. Au cours de la période allant de décembre 1994 à décembre 1996, la totalité de la base a été remodelée, avec de nouveaux bâtiments, et des installations nouvelles sur les quais.

## Flotte actuelle
[Quand ?]
- classe Huon :
  - HMAS Huon
  - HMAS Gascoyne
  - HMAS Diamantina
  - HMAS Yarra
  - HMAS Hawkesbury
  - HMAS Norman
- Seahorse Mercator (en), navire-école
- STS Young Endeavour, voilier-école

Waterhen est également utilisé comme base pour les petits navires de guerre en visite ou opérant temporairement à Sydney.